# Ханссон, Енни
Енни Ханссон (швед. Jenny Hansson; род. 26 августа 1980, Елливаре, Норрботтен) — шведская лыжница, призёр этапа Кубка мира. Специализируется на длинных дистанциях.

## Карьера
В Кубке мира Ханссон дебютировала в 2004 году, в ноябре 2008 года единственный раз в карьере попала в тройку лучших на этапе Кубка мира, в эстафете. Кроме этого на сегодняшний момент имеет 1 попадание в десятку лучших на этапах Кубка мира, так же в эстафете, в личных гонках не поднималась выше 38-го места и кубковых очков не завоёвывала. В сезонах 2008/09 и 2009/10 побеждала в общем итоговом зачёте Марафонского Кубка.
За свою карьеру в чемпионатах мира и Олимпийских играх участия пока не принимала. В 2011 году победила на знаменитом лыжном марафоне Васалоппет.
Использует лыжи производства фирмы Fischer, ботинки и крепления Salomon.